# Pararhaphoxya
Pararhaphoxya is een geslacht van sponsdieren uit de klasse van de Demospongiae (gewone sponzen).

## Soorten
- Pararhaphoxya pulchra (Brøndsted, 1924)
- Pararhaphoxya sinclairi (Gray, 1847)
- Pararhaphoxya tenuiramosa Burton, 1934